# Флажолет
Флажолет (на френски: flageolet, от старофр. flageol – „флейта“) е старинен музикален инструмент, вид флейта с прдълговата форма и висок регистър. Първият известен флажолет е изработен през 1581 година във Франция от Жювини (Sieur de Juvigny). Представлява тръба от чемшир или слонова кост с цилиндричен или обратно-коничен канал, с 6 отвора за пръсти и свирка. Има френски флажолети (с четири отвора отпред и два отзад) и английски (с всичките шест отвора от предната страна). Освен това има двоен флажолет с една свирка и две тръби, което позволява извличане на два звука едновременно. Строят е висок, в две октави, като се започне от ре на 2-ра октава.

## История
Флажолетът получава най-голямо разпространение през 17 век, а по-късно е заменен от флейтата пиколо. Флажолетите от началото на 18 век се състоят от две съединяващи се части, като горната (със свирката) е увеличена до 300 мм и е превърната в специална камера с тампон, който абсорбира влагата.
Флажолети присъстват в композициите на Бах, Хендел, Глук, Моцарт.
Поради високия мелодичен звук, флажолетът се използва за обучение на птици да възпроизвеждат различни мелодии.

## Като музикален термин
В България, „флажолет“ е също музикален термин, който се използва за характеризирането на начин на свирене на музикален инструмент, който се състои в извличане на обертонове.
При струнните инстументи се изпълнява като струната само се докосва без да се притиска към грифа. Чрез докосването се потиска основния тон и се извличат само обертоновете, създадени от вибрациите на двете части на струната от двете страни на докосването. Точките, в които се изпълняват флажолети, са тези, които разделят струната на равни части, кратни на 2. При докосване в средата полученият звук съответно е една октава по-висок, при една четвърт – две октави по-висок и т.н.
Звуковият ефект донякъде напомня тембъра на флейта и оттам и названието „флажолет“.

### Флажолети и обертонове
Тясната връзка между обертонове и флажолети в музиката често води до използването им като синоними в чисто музикален контекст, но те се считат за различни и това може да доведе до някои недоразумения. Таблицата по-долу демонстрира как трябва да се изчисляват.
| 1 | 440 Hz  | Основен тон   | Първи флажолет    |
| 2 | 880 Hz  | Първи обертон | Втори флажолет    |
| 3 | 1320 Hz | Втори обертон | Трети флажолет    |
| 4 | 1760 Hz | Трети обертон | Четвърти флажолет |